# Yanina Martínez
Yanina Andrea Martínez (Rosario, 24 de diciembre de 1993) es una deportista argentina que compite en atletismo adaptado, especialista en 100 m planos y 200 m planos.
Obtuvo la medalla de oro en los Juegos Paralímpicos de Río de Janeiro 2016 al ganar los 100 m planos T36 con un tiempo de 14,64 segundos.
Fue parte del conjunto femenino de deportistas argentinas que asistió a los Juegos Paralímpicos de Londres 2012 donde llegó tercera en los 200 m planos aunque fue descalificada. Por otro lado, y a nivel continental, participó en los Juegos Parapanamericanos de 2011 en Guadalajara donde alcanzó dos medallas de plata, y en los Juegos Parapanamericanos de 2015 en Toronto donde obtuvo dos medallas de oro, en sus especialidades dentro de la categoría T36. En 2020 es premiada por la Fundación Konex como una de los 5 mejores atletas de la Argentina en la última década.
En 2016 participó de los juegos paralímpicos en Río de Janeiro donde obtuvo la medalla de oro en la competencía de 100 metros llanos, esta medalla significó la vuelta de su país a un podio paralímpico luego de 20 años. Tras esta consagración fue abanderada de la delegación argentina en los paralímpicos de 2020, en Tokio, donde logró la medalla de bronce en 200 metros llanos.
Su entrenador y preparador físico es Martín Arroyo.